# Klausjürgen Wussow
Klausjürgen Wussow (Cammin, 30 april 1929 - Rüdersdorf bei Berlin, 19 juni 2007) was een Duits/Oostenrijkse (stem)acteur.

## Jeugd
Wussow bezocht na zijn militaire dienstplicht in 1946 het Richard-Wossidlo-Gymnasium in Waren (Müritz).

## Carrière

### Bij het theater
Na zijn debuut bij de Volksbühne Schwerin acteerde hij vervolgens bij het Hebbel-Theater en het Theater am Schiffbauerdamm in Berlijn en de stedelijke podiums van Frankfurt, Düsseldorf, Keulen, Zürich en München. Van 1964 tot 1986 was hij lid van het ensemble van het Weense Burgtheater.

### Bij de televisie
In de jaren 1970 speelde hij hoofdzakelijk in tv-series, zoals de 27-delige serie Der Kurier der Kaiserin. Verder speelde hij ook in Sergeant Berry, maar verliet uiteindelijk de serie na 13 afleveringen. Zijn opvolger werd Harald Juhnke. Ook speelde hij in de serie Ringstraßenpalais. Zijn echte doorbraak kwam in de jaren 1980 door zijn rol als professor Brinkmann in 70 afleveringen van de ZDF-serie Die Schwarzwaldklinik (1985-1988). Naar aanleiding van het enorme succes van de ziekenhuisserie in het Glottertal besloot hij in 1986 om het ensemble van het Burgtheater te verlaten. De serie trok ongeveer 28 miljoen toeschouwers per uitzending, waardoor Wussow zich kon verheugen op een grote populariteit. Aangezien hij vroeger arts wilde worden, speelde hij de rol van professor Brinkmann met veel passie en plezier. Van 1996 tot 2003 speelde hij wederom een rol als chefarts in 23 afleveringen van de ARD-serie Klinik unter Palmen.

### Als stemacteur
Wussow was ook bekend als auteur, schilder en stemacteur, onder andere als stem van Frollo uit de Walt Disney-film De klokkenluider van de Notre Dame (1996). Ook werkte hij mee aan een serie hoorspelproducties, waaronder de vijfdelige SWF-serie Am grünen Strand der Spree (1957) als Peter Koslowski, onder de regie van Gert Westphal.

## Privéleven en overlijden
Wussow was in totaal viermaal getrouwd. Uit zijn eerste huwelijk (1951 tot 1960) met de actrice Jolande Franz had hij een dochter. Uit het huwelijk met de actrice Ida Krottendorf (1960 tot 1991) stammen twee kinderen, Barbara en Alexander, beiden ook acteur. Uit het derde huwelijk (1992 tot 2003) met de 26 jaar jongere journaliste Yvonne Viehöfer werd een zoon (geb. 1993) geboren. In 2004 trouwde hij met Sabine Scholz, de weduwe van de toenmalige bokser Bubi Scholz. Wussow had volgens de media vrij hoge schulden (± € 3 miljoen) en was in 2001 genoodzaakt om een faillissement aan te vragen. De dementerende Wussow woonde vanaf 2006 in een verzorgingstehuis in Strausberg in Brandenburg. In zijn laatste levensmaanden moest hij na een aandoening van de bloedsomloop behandeld worden op de intensive care van het Evangelisch Ziekenhuis Rüdersdorf bij Berlijn, waar hij op 19 juni 2007 op 78-jarige leeftijd overleed.
Ondanks zijn testamentair vastgelegde wens uit 2000 om te worden bijgezet naast zijn tweede echtgenote Ida Krottendorf in Wenen-Grinzing, werd de acteur in 2007 bijgezet op het kerkhof in het Berlijnse stadsdeel Berlin-Westend.

## Filmografie

### Bioscoop
- 1958: Blitzmädels an die Front
- 1959: Arzt aus Leidenschaft
- 1960: Endstation Rote Laterne
- 1960: Der rote Kreis
- 1960: Soldatensender Calais
- 1960: Eine Frau fürs ganze Leben
- 1960: Agatha, laß das Morden sein!
- 1961: Der grüne Bogenschütze
- 1961: Im 6. Stock
- 1961: Das letzte Kapitel
- 1962: Heißer Hafen Hongkong
- 1964: Die Tote von Beverly Hills
- 1966: Comando de asesinos
- 1967: Con la muerte a la espalda
- 1975: Monika und die Sechzehnjährigen
- 1978: Götz von Berlichingen mit der eisernen Hand
- 1981: Der Bockerer
- 1985: Nägel mit Köpfen
- 1986: Bitte laßt die Blumen leben
- 1992: Die Sonne über dem Dschungel
- 1997: Die furchtlosen Vier (als verteller)

### Televisie

#### Televisieseries
- 1965, 1966: Die fünfte Kolonne - Blumen für Zimmer 19 en Ein Auftrag für…
- 1967: Interpol - ... geborene Lipowski
- 1968: Graf Yoster gibt sich die Ehre - Die Straße nach unten
- 1971: Hamburg Transit - 35 Minuten Verspätung
- 1970–1971: Der Kurier der Kaiserin (26 afleveringen)
- 1971: Der Kommissar - Lisa Bassenges Mörder
- 1974: Sergeant Berry (13 afleveringen)
- 1978–1984: Der Alte (3 afleveringen)
- 1979: La lumière des justes
- 1979: Tatort: Freund Gregor
- 1979–1997: Derrick (6 afleveringen)
- 1982: Tatort: Trimmel und Isolde
- 1983: Ringstraßenpalais - Eine Rechnung wird bezahlt
- 1983: Das Traumschiff – Marokko
- 1984: Heiße Wickel – kalte Güsse
- 1985: Der Sonne entgegen (5 afleveringen)
- 1985–1989: Die Schwarzwaldklinik (71 afleveringen)
- 1986: Hessische Geschichten - Die Fachdiagnose
- 1990: Kartoffeln mit Stippe (miniserie)
- 1990–1993: Ein Schloß am Wörthersee - Der Pechvogel en Die goldene Nase
- 1991: Das Traumschiff – Disney World
- 1992: Der Fotograf oder Das Auge Gottes
- 1993: La scalata (6 afleveringen)
- 1993: Ein besonderes Paar
- 1993: Wolffs Revier - Die Tochter
- 1993: Ein unvergeßliches Wochenende… auf Capri
- 1994: Cornelius hilft - Haifisch am Haken
- 1995: Das Traumschiff – Mauritius
- 1995: Tatort: Mordnacht
- 1995: Rosamunde Pilcher – Wolken am Horizont
- 1996–2003: Klinik unter Palmen (23 afleveringen)
- 1996: Tanz auf dem Vulkan (miniserie)
- 1996: Spiel des Lebens - Nachtasyl
- 1996: Die Männer vom K3 - Tomskys letzte Reise
- 1996: Mona M. – Mit den Waffen einer Frau - Unter Verdacht
- 1996: Peter Strohm - Solo für die Primadonna
- 1997: Ärzte - Vollnarkose
- 1999: Geschichten aus dem Leben - Zwei kleine Affären
- 1999–2000: Siska - Die 10% Bande und Herrn Lohmanns gesammelte Mörder
- 2000, 2003: Unser Charly - Der blinde Passagier und Schmetterlinge im Bauch
- 2001: Großstadtrevier - Der süße Betrug
- 2001: Wilder Kaiser - Der Wolf
- 2002: Girl friends – Freundschaft mit Herz - Vaterliebe en Ein schwerer Schlag
- 2002: Ein Fall für zwei - Penthouse mit Leiche
- 2002: Klinikum Berlin Mitte – Leben in Bereitschaft - Abgesperrt
- 2003: Heimatgeschichten – Der Schatzgräber - Der Schatzgräber
- 2004: In aller Freundschaft - Ein Mann fürs Leben

#### Televisiefilms
- 1961: Der jüngste Tag
- 1963: Jahre danach
- 1963: Tod eines Handlungsreisenden
- 1963: Der arme Bitos… oder Das Diner der Köpfe
- 1964: Das Pferd
- 1964: Sergeant Dower muß sterben
- 1964: Die Verbrecher
- 1965: Yerma
- 1965: Bernhard Lichtenberg
- 1966: Rette sich, wer kann oder Dummheit siegt überall
- 1969: Schwester Bonaventura
- 1969: Asche des Sieges
- 1971: Oliver
- 1974: Verurteilt 1910
- 1975: Am Wege
- 1980: Kolportage
- 1980: Kabale und Liebe (televisiespel)
- 1981: Tarabas
- 1983: Liebe hat ihre Zeit
- 1983: Mich wundert, daß ich so fröhlich bin
- 1989: Ein Geschenk des Himmels
- 1989: Geld macht nicht glücklich
- 1990: Wohin die Liebe fällt
- 1990: Die spät bezahlte Schuld
- 1993: Die Skrupellosen – Hörigkeit des Herzens
- 1993: Familienehre
- 1995: Liebling, ich muß auf Geschäftsreise
- 1995: Ein Richter zum Küssen
- 1998: Girl friends – Freundschaft mit Herz, Wiedersehen in Palma
- 1999: Herz über Bord
- 1999: Gaukler der Liebe
- 2000: Zwei Dickköpfe mit Format
- 2001: Ein Stück vom Glück
- 2001: Zwei unter einem Dach
- 2002: Ein himmlisches Weihnachtsgeschenk
- 2003: Die Schwarzwaldklinik – Die nächste Generation
- 2005: Die Schwarzwaldklinik – Neue Zeiten

## Hoorspelen (selectie)
- 1961: Georges Simenon: Maigret und der gelbe Hund. Bewerking: Gert Westphal. Regie: Heinz-Günter Stamm BR. Publicatie: Der Audio Verlag 2005. ISBN 978-3-89813-390-6.
- 1967: Eduard von Keyserling: Abendliche Häuser. Regie: Fritz Schröder-Jahn (hoorspel – BR)
- 1972: Ernest Hemingway: Das kurze glückliche Leben des Francis Macomber. Regie: Ferry Bauer (hoorspelbewerking - ORF-Oberösterreich)

## Luisterboeken
- Iwan Turgenjew: Erste Liebe. Der Audio Verlag, 2016. ISBN 978-3-86231-874-2.

- Biblioteca Nacional de España: XX1602899
- Bibliothèque nationale de France: cb140245385 (data)
- Gemeinsame Normdatei: 119468670
- International Standard Name Identifier: 0000 0001 1648 9654
- Library of Congress Control Number: n89629941
- MusicBrainz: 1f1f53a4-09d3-4e32-aa68-230ab3df1a67
- Nationale Bibliotheek van Israël: 987011854983605171
- Nederlandse Thesaurus van Auteursnamen: 073768995
- Réseau des bibliothèques de Suisse occidentale: 02-A022726622
- Système universitaire de documentation: 160449227
- Virtual International Authority File: 56809297
- WorldCat: E39PBJdrJ9bvX48wDCWDVGmmVC